# Екатериновка (Московская область)
Екатериновка — деревня в Клинском районе Московской области, в составе Нудольского сельского поселения. Население — 9 чел. (2010). До 2006 года Екатериновка входила в состав Щекинского сельского округа.
Деревня расположена на юго-западе района, примерно в 22 км к юго-западу от райцентра Клин, на правом берегу реки Супрутка (левый приток Нудоли), высота центра над уровнем моря 213 м. Ближайшие населённые пункты — посёлок Лесной на северо-западе, Сергеевка на юго-востоке, Хохлово на юге и Николаевка на юго-западе. В деревню ведёт региональная автодорога 46Н-03797 (шоссе 46К-0170 — Екатериновка).

## Население
| 2002 | 2006 | 2010 |
| ---- | ---- | ---- |
| 6    | ↘5   | ↗9   |